# Deutsche Botschaft Ouagadougou
Die Deutsche Botschaft Ouagadougou ist die offizielle diplomatische Vertretung der Bundesrepublik Deutschland in der Republik Burkina Faso.

## Lage
Die Botschaft hat ihren Sitz in der Hauptstadt Ouagadougou.

## Auftrag
Der Amtsbezirk der Botschaft umfasst die Republik Burkina Faso. Die Vertretung unterstützt die Deutsche Botschaft Niamey in Niger in Rechts- und Konsularangelegenheiten. Der Botschaft sind keine Konsulate nachgeordnet. Es gibt keinen Militärattachéstab. Der deutsche Militärattaché in der Deutschen Botschaft Abuja in Nigeria ist auch für Burkina Faso zuständig.

## Geschichte
Das heutige Burkina Faso erlangte am 5. August 1960 unter dem Namen „Obervolta“ seine Unabhängigkeit. Die Botschaft wurde am 31. Januar 1963 eröffnet. Am 4. August 1984 wurde das Land in Burkina Faso umbenannt.
Die DDR nahm am 13. April 1973 diplomatische Beziehungen zu Obervolta auf. Eine Botschaft wurde nicht eingerichtet. Die Beziehungen wurden durch Nebenakkreditierung von Bamako (Mali) aus wahrgenommen.